# Лаврентьев, Арсений
Арсе́ний Лавре́нтьев (порт. Arseniy Lavrentiev; 1 февраля 1983, Челябинск, СССР) — португальский пловец, участник Олимпийских игр.

## Карьера
На Олимпийских играх 2008 года Лаврентьев  в плавании на открытой воде занял 22-е место. Через 4 года в Лондоне он стал 19-м.